# Zophomyia varipalpis
Zophomyia varipalpis là một loài ruồi trong họ Tachinidae.